# Île aux Coudres
L'Île aux Coudres est une île située sur le fleuve Saint-Laurent, au Québec.
Il s'agit d'une destination touristique importante de la municipalité régionale de comté de Charlevoix en aval de la capitale nationale de Québec. La totalité de l'île constitue également la municipalité de L'Isle-aux-Coudres. Sa superficie est de 29,5 km2.

## Toponymie
Le nom d'« île aux Coudres » est attribué par l'équipage de Jacques Cartier qui s'y arrête en septembre 1535. Cartier y découvre des coudriers qui portaient des noisettes, autrefois nommées « coudres ».
Après la Conquête, sur les premières cartes anglaises, le nom est identifié erronément Elbow Island (« Île au Coude »). Quelques variantes ont concouru avec le nom officiel : Île aux Coudriers, Île Elbow, Île aux Marsouins et Île aux Socles.

## Géographie
L'île est située dans l'estuaire du fleuve Saint-Laurent, à environ 3 km au large de sa rive nord, face à Saint-Joseph-de-la-Rive. Elle mesure environ 11 km de long par 4,3 km dans sa partie la plus large et sa superficie est de 29,5 km2.
Le plateau central culmine à une hauteur de 92 m. À la limite des Appalaches et du Bouclier canadien, l'île est sujette aux tremblements de terre.
L'économie de l'île repose sur l'agriculture, la construction navale, les tourbières et le tourisme. Elle est accessible en traversier depuis Saint-Joseph-de-la-Rive.

## Histoire
L'île est concédée en fief à Étienne de Lessart en 1677, puis au Séminaire de Québec dix ans plus tard. Elle est colonisée à partir de 1720. Philipp Durell utilise l'île comme mouillage pour sa flotte lors de la guerre de la Conquête.

## Dans la culture
L'île et ses habitants font l'objet d'une série de longs métrages documentaires de Pierre Perreault parus entre 1963 et 1968 : Pour la suite du monde, qui illustre la pêche traditionnelle aux bélugas, Le Règne du jour, qui retrace les origines françaises des habitants de l'île, et Les Voitures d'eau, qui traite du déclin de l'industrie navale.

## Galerie

Charlevoix, section maritime du fleuve Saint-Laurent, 1976 - 2004
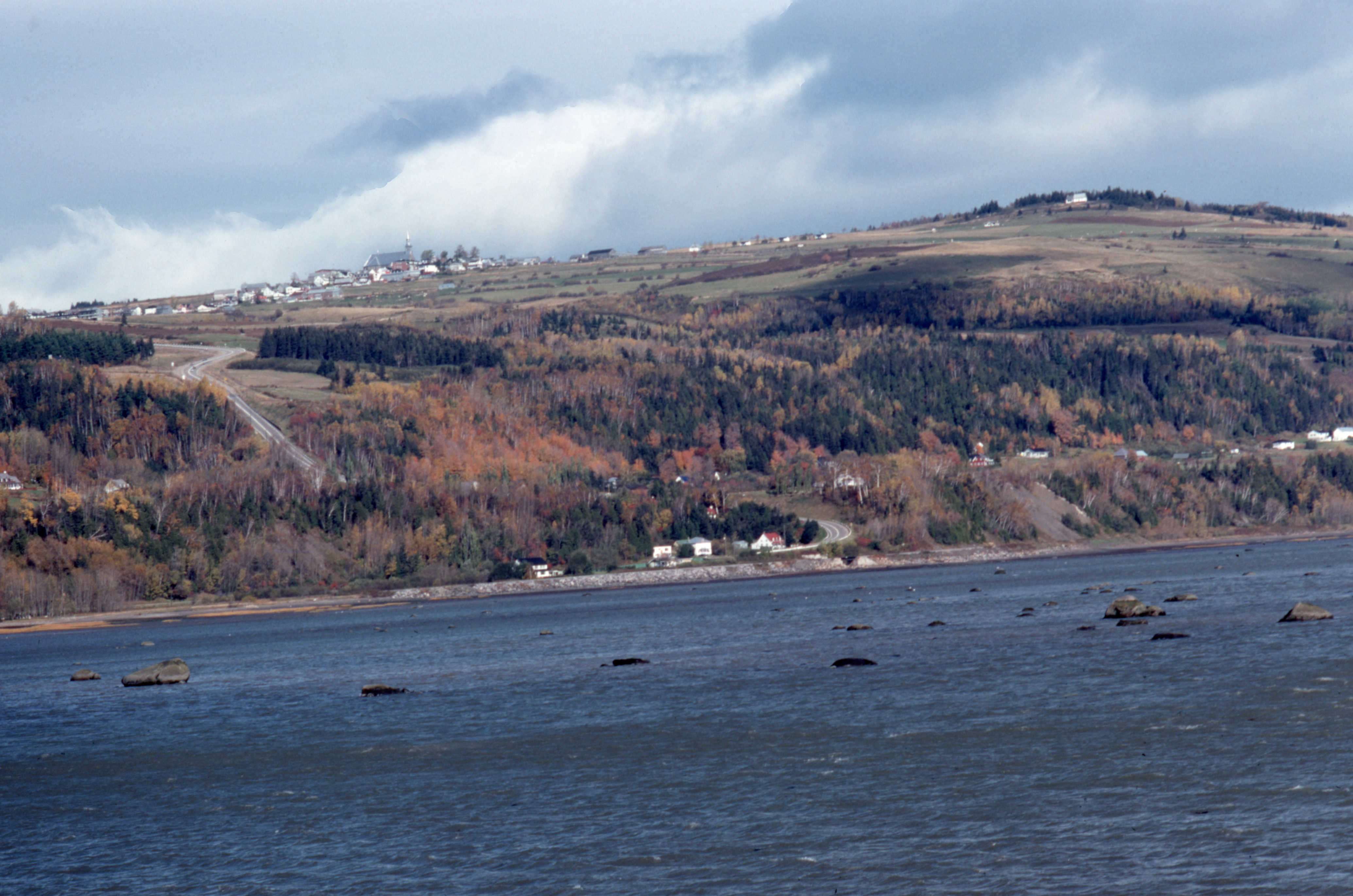
Les Éboulements (Municipalité), paroisse L’Assomption-de-la-Vierge, du traversier vers l'île
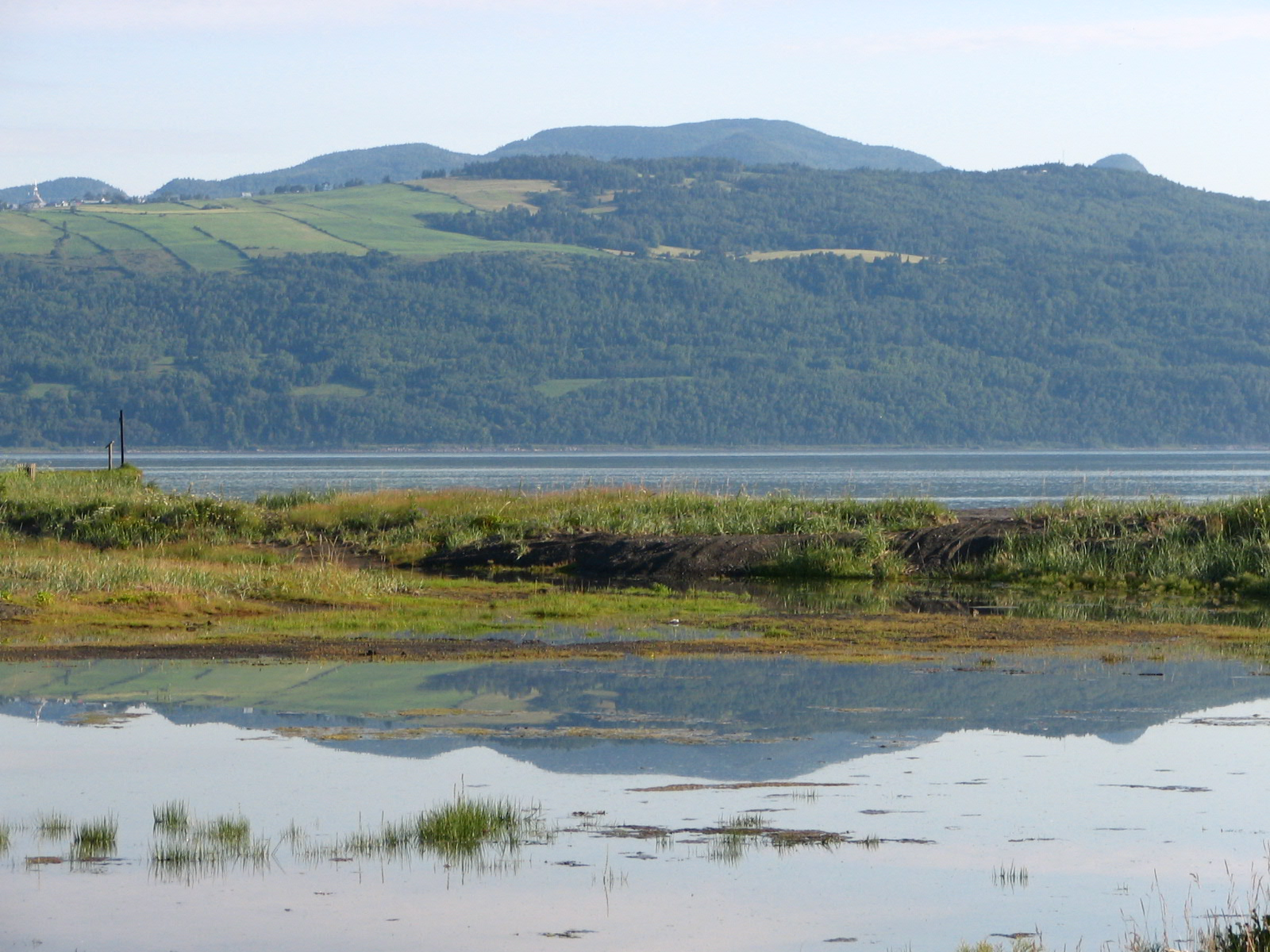
La côte de Charlevoix, le fleuve Saint-Laurent, vue de la Pointe du Bout d’en Bas

Chemin du Moulin - Chemin des Coudriers 1976
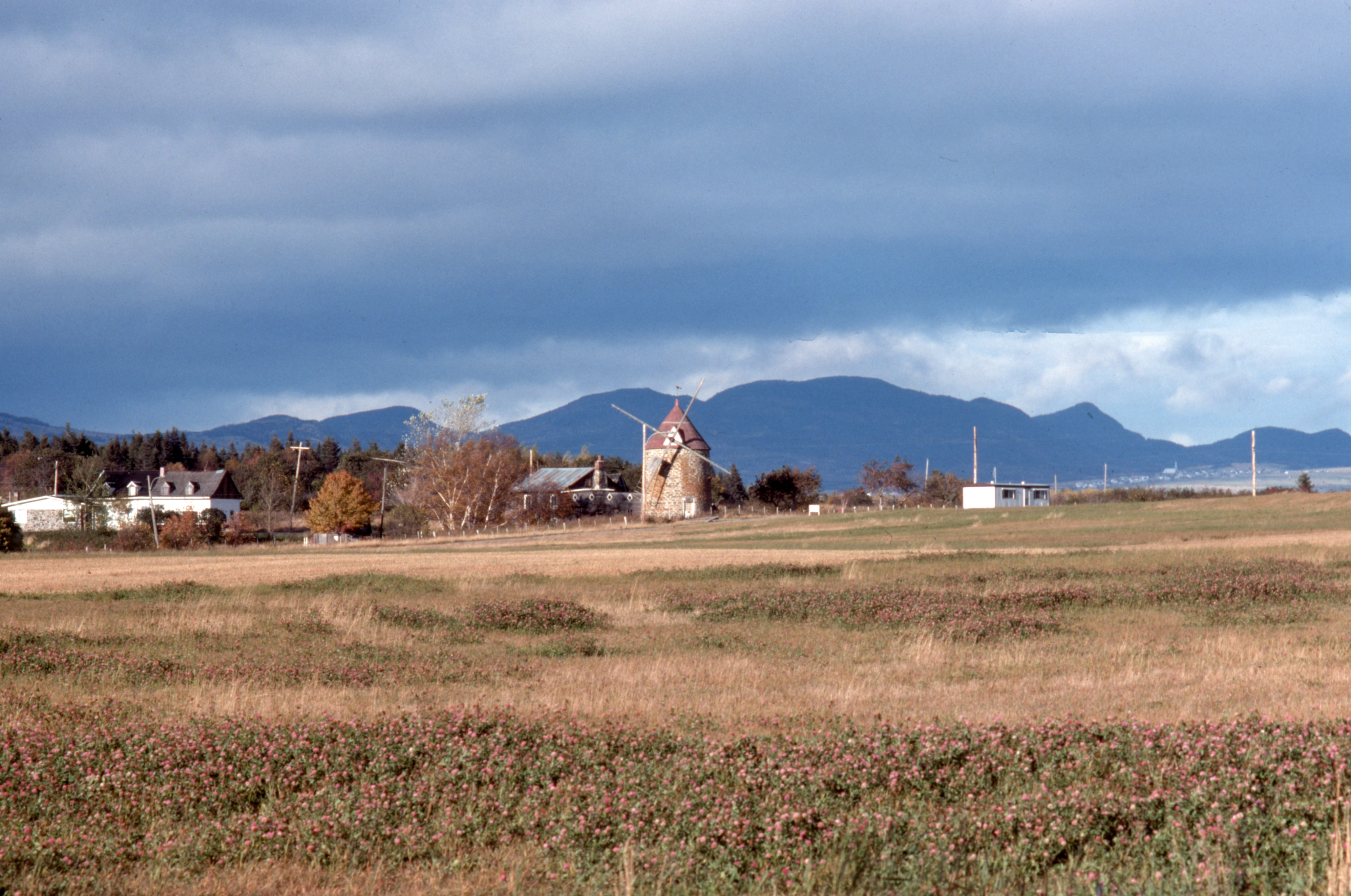
Vieux moulin à vent Desgagné-de-L'Isle-aux-Coudres, 247, chemin du Moulin
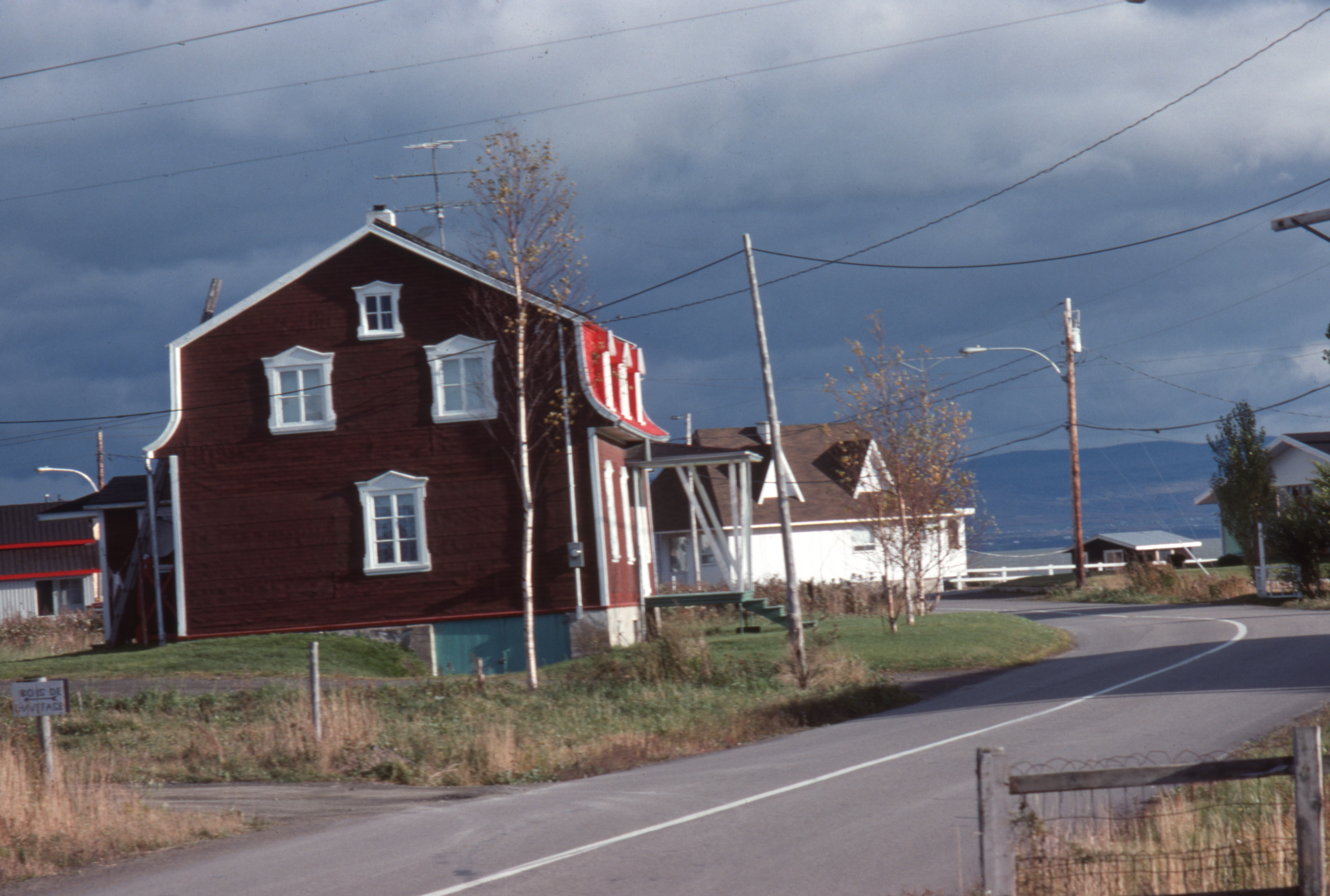
Chemin des Coudriers
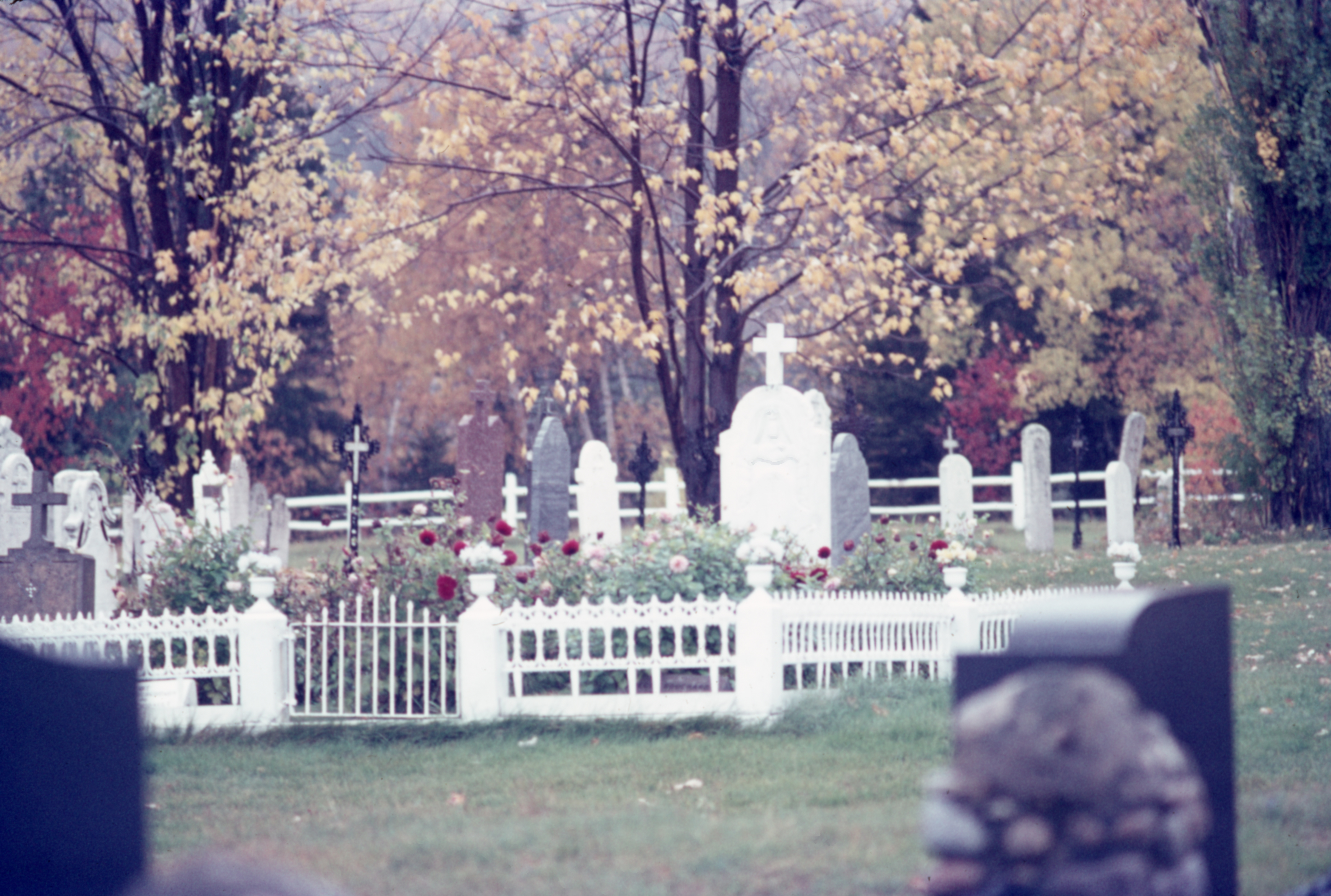
Ancien cimetière catholique 1er Saint-Louis, fermé en 1926
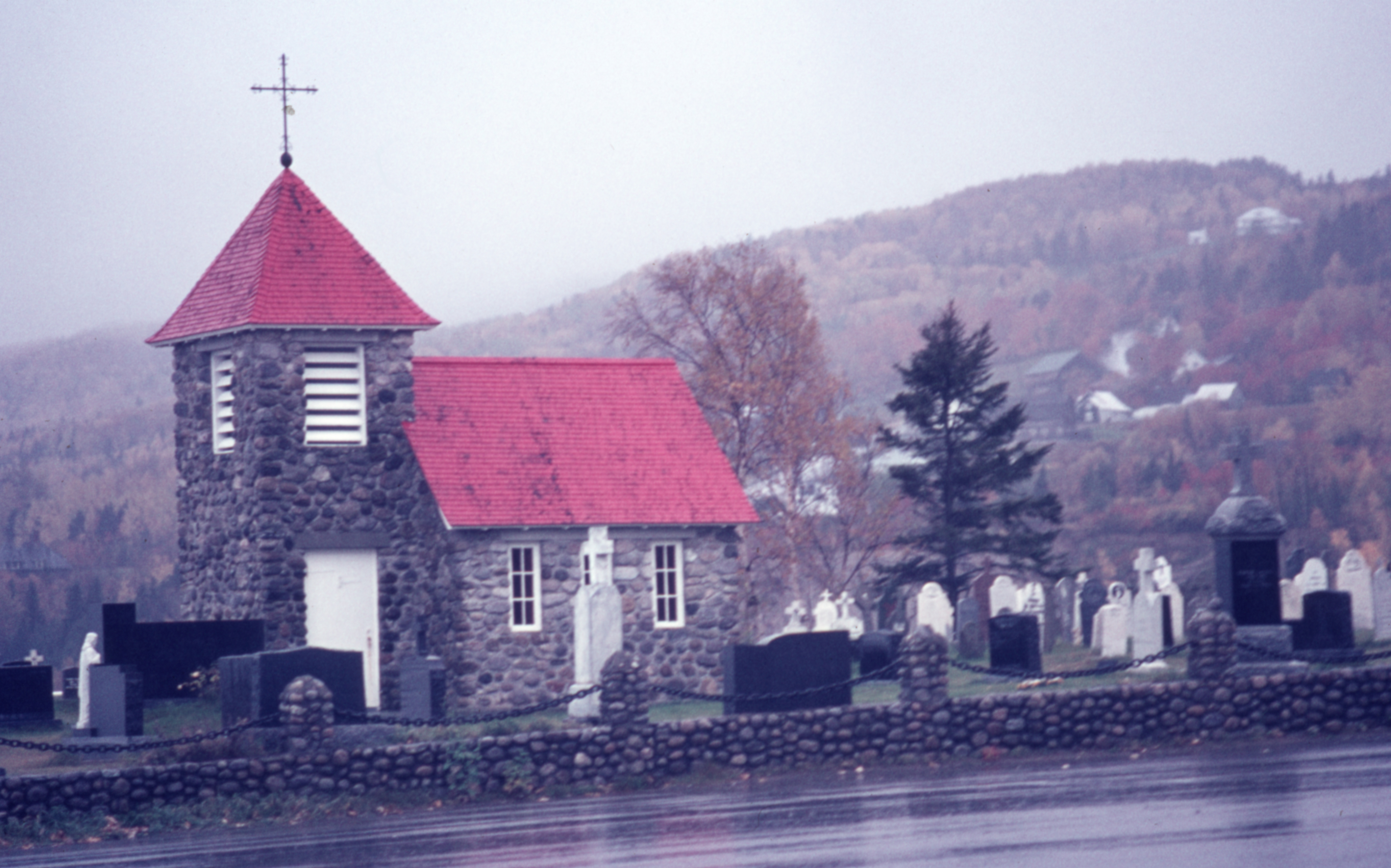
Chapelle de procession et cimetière catholiques
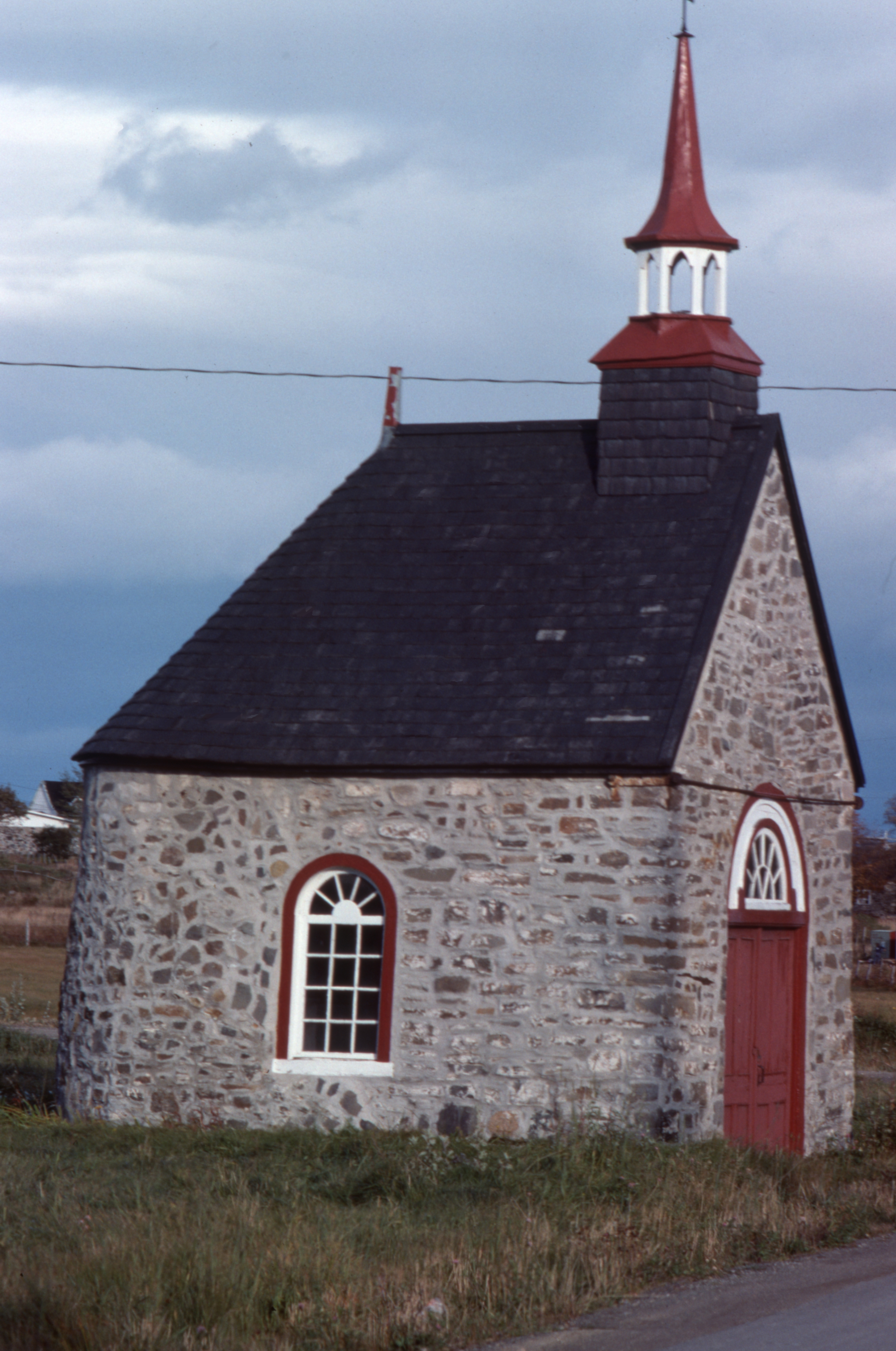
Chapelle de procession Saint-Isidore, chemin des Coudriers

Patrimoine maritime 1976
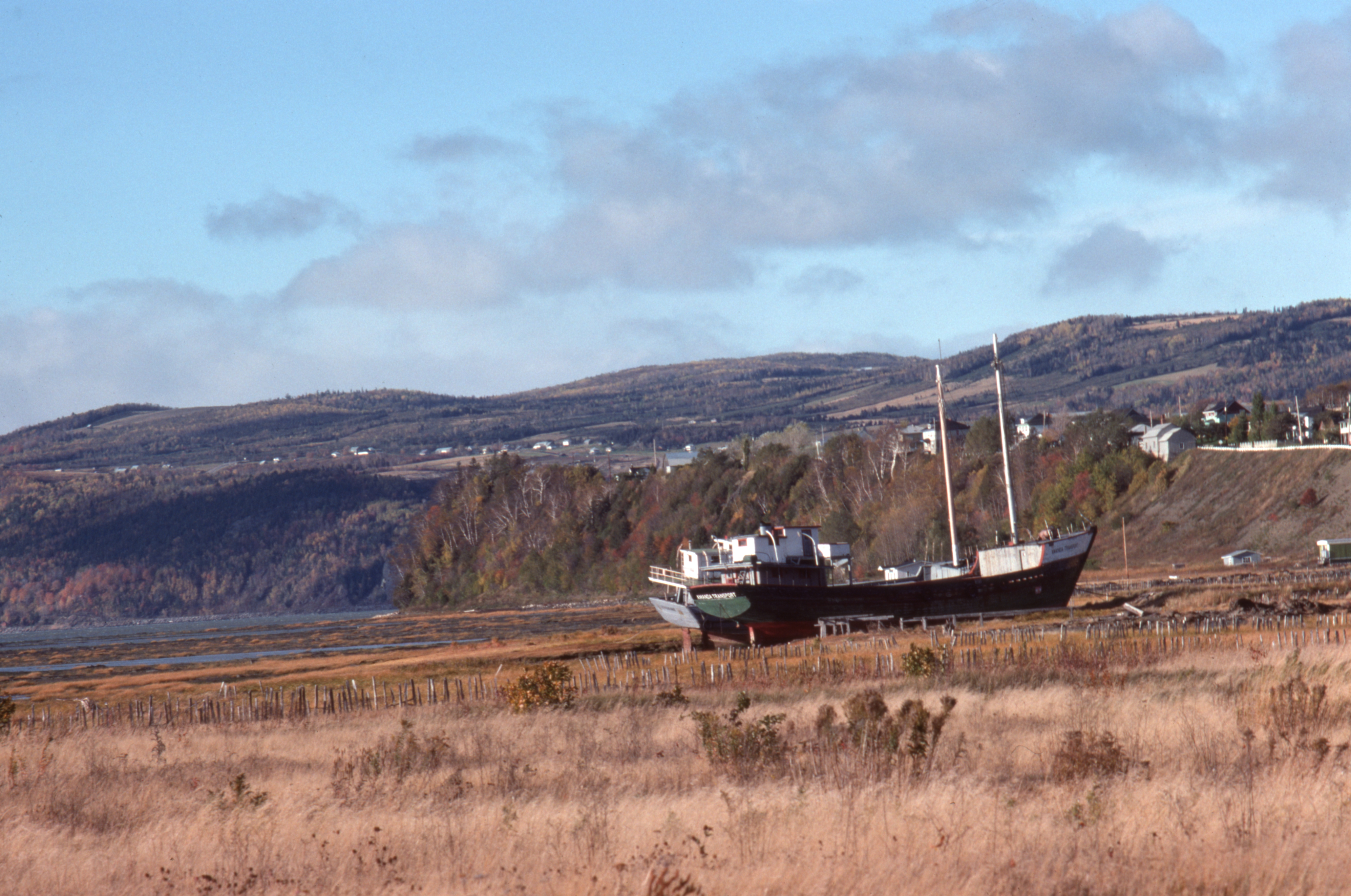
Goélette dans un champ, massif de Charlevoix, fleuve Saint-Laurent
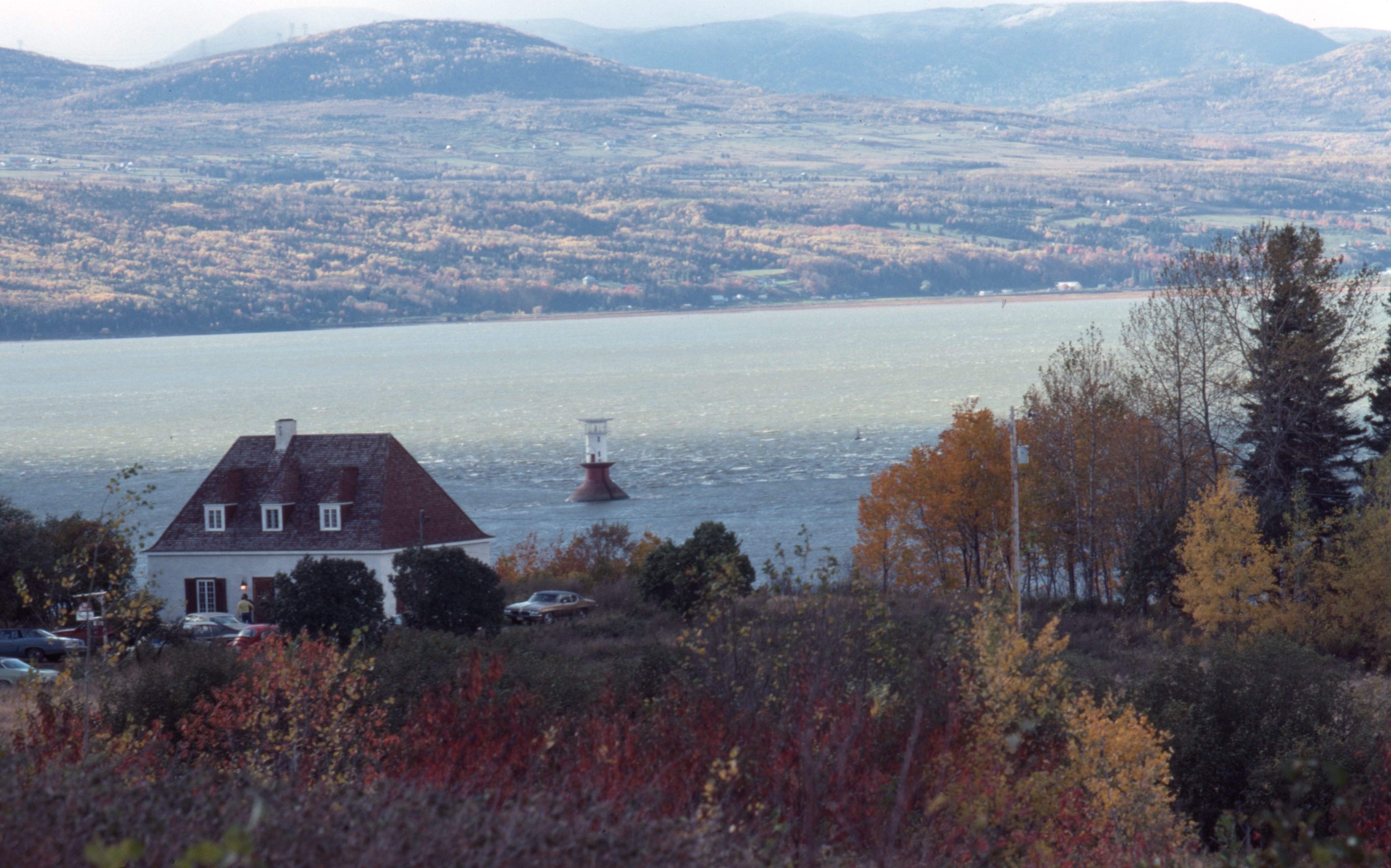
Phare-pilier, de la Pointe de la Prairie, vue sur la côte de Charlevoix, fleuve Saint-Laurent